# Equazione di Wheeler-DeWitt
L'equazione di Wheeler-DeWitt (dovuta ai fisici John Archibald Wheeler e Bryce DeWitt) è un'equazione funzionale che deriva dalla quantizzazione dalla relatività generale secondo il formalismo canonico. Alla soluzione è stato dato il suggestivo nome di funzionale d'onda dell'universo.

## Formalismo canonico e Wheeler superspace
Nella formulazione hamiltoniana con le variabili ADM, la teoria della relatività generale assume l'aspetto di un sistema dinamico vincolato con vincoli di prima classe. Lo spazio delle configurazioni su cui sono definiti i vincoli è costituito dall'insieme di tutte le possibili trimetriche riemanniane modulo il gruppo dei diffeomorfismi sulle foliazioni {\displaystyle \Sigma } in cui è suddivisa la varietà spaziotemporale {\displaystyle {\mathcal {M}}}:
{\displaystyle \{h_{ij}\}={\frac {\operatorname {Riem} (\Sigma )}{\operatorname {Diff} (\Sigma )}}}
dove {\displaystyle h_{ij}} rappresenta la trimetrica spaziale indotta sulla foliazione {\displaystyle \Sigma } dalla metrica spaziotemporale {\displaystyle g_{\mu \nu }}.
Le trimetriche risultanti formano uno spazio, detto Wheeler Superspace, infinito dimensionale ma con un numero finito di gradi di libertà in ciascun punto

## Quantizzazione della teoria
Per quantizzare un sistema vincolato di prima classe sono percorribili due diverse strade:
1. Procedura di quantizzazione ridotta: i vincoli sono risolti classicamente in modo tale da selezionare a priori i soli stati fisici.
2. Procedura di Dirac: i vincoli sono implementati direttamente a livello quantistico con la promozione delle parentesi di Poisson a commutatori e dei vincoli ad operatori, i quali agendo sugli stati della teoria selezionano quelli fisici. Infatti, uno stato fisico deve rimanere inalterato a seguito delle trasformazioni generate dal vincolo stesso (come tutte le teorie con vincoli di prima classe questi possono essere visti come i generatori delle trasformazioni di simmetria della teoria), pertanto l'operatore {\displaystyle {\hat {C}}}, associato al vincolo classico {\displaystyle C=0}, agendo su uno stato fisico {\displaystyle |\Psi \rangle } deve annichilirlo: {\displaystyle {\hat {C}}|\Psi \rangle =0}.

Anche se formalmente si tratta di procedure equivalenti, esse generalmente producono teorie differenti a causa dei cosiddetti problemi di ordinamento; Inoltre il primo metodo presenta spesso difficoltà significative già con modelli molto semplici.
Seguendo quindi la procedura di Dirac promuoviamo le parentesi di Poisson a commutatori
1. {\displaystyle [{\hat {h}}_{ij}(x,t),{\hat {h}}_{kl}(x',t)]=0}
2. {\displaystyle [{\hat {\pi }}^{ij}(x,t),{\hat {\pi }}^{kl}(x',t)]=0}
3. {\displaystyle [{\hat {h}}_{ij}(x,t),{\hat {\pi }}^{kl}(x',t)]=i\delta _{(i}^{k}\delta _{j)}^{l}\delta ^{3}(x-x')}

dove {\displaystyle {\hat {\pi }}^{ij}(x,t)} è il momento canonicamente coniugato alla trimetrica.
Osserviamo che:
- la relazione (1) costituisce una sorta di condizione di microcausalità che garantisce che i punti della specifica foliazione {\displaystyle \Sigma _{t}} siano space-like
- la richiesta che l'operatore {\displaystyle {\hat {h}}_{ij}(x,t)} abbia uno spettro positivo non è compatibile con le regole di commutazione. L'operatore {\displaystyle {\hat {\pi }}^{ij}(x,t)} è infatti autoaggiunto e ciò implica che possa essere rappresentato come operatore unitario, il cui spettro tuttavia prevede anche autovalori negativi, tuttavia, se restringessimo lo spazio di Hilbert ai soli stati su cui {\displaystyle {\hat {h}}_{ij}(x,t)} è definito positivo perderemmo la proprietà di autoaggiunto per l'operatore momento. D'altronde gli autostati con autovalore negativi presentano una difficile interpretazione di carattere fisico.

Promossi quindi i vincoli secondari (superhamiltoniana e supermomento) ad operatori otteniamo:
{\displaystyle {\begin{cases}{\hat {\mathcal {H}}}({\hat {h}},{\hat {\pi }})\Psi =0\\{\hat {\mathcal {H}}}_{i}({\hat {h}},{\hat {\pi }})\Psi =0\end{cases}}}
dove {\displaystyle \Psi } è il funzionale d'onda dell'Universo. Assunto che i vincoli primari siano soddisfatti
{\displaystyle {\begin{cases}C(x,t)\equiv \Pi (x,t)=0\\C^{i}(x,t)\equiv \Pi ^{i}(x,t)=0\end{cases}}}
con {\displaystyle \Pi (x,t),\Pi ^{i}(x,t)} i momenti coniugati rispettivamente alla funzione di lapse e al vettore di shift, l'hamiltoniana ADM assume la forma
{\displaystyle H=\int _{\Sigma }d^{3}x(N{\mathcal {H}}+N^{i}{\mathcal {H}}_{i})}
che implica in un'ipotetica equazione di evoluzione tipo Schrödinger
{\displaystyle {\hat {H}}\Psi =i{\frac {\partial }{\partial t}}\Psi =0}
l'indipendenza del funzionale d'onda dal tempo. Si tratta del cosiddetto formalismo bloccato: apparentemente il concetto di evoluzione nel tempo non è presente nella teoria quantistica della relatività. Inoltre in virtù dei vincoli primari la {\displaystyle \Psi } risulta essere un funzionale della sola trimetrica
{\displaystyle \Psi =\Psi [h_{ij}]}
Il passo successivo consiste nello scegliere una rappresentazione per l'algebra canonica:
{\displaystyle {\begin{cases}{\hat {h}}_{ij}\Psi =h_{ij}\Psi \\{\hat {\Pi }}^{ij}\Psi =-i{\frac {\delta \Psi }{\delta h_{ij}}}\end{cases}}}
la quale tuttavia presenta le difficoltà già evidenziate: non consente di definire operatori autoaggiunti ed è incompatibile con la richiesta di positività di {\displaystyle {\hat {h}}_{ij}}.
Per mezzo di tale rappresentazione possiamo riscrivere il vincolo del supermomento come
{\displaystyle {\hat {\mathcal {H}}}_{i}\Psi =-2h_{ij}\nabla _{k}{\hat {\Pi }}^{jk}\Psi =2ih_{ij}\nabla _{k}{\frac {\delta \Psi }{\delta h_{jk}}}=0}
Poiché il supermomento genera l'algebra {\displaystyle diff(\Sigma )} dei diffeomorfismi spaziali sulla foliazione {\displaystyle \Sigma } , la relazione precedente afferma che il funzionale d'onda {\displaystyle \Psi } è costante lungo le orbite del gruppo dei diffeomorfismi  {\displaystyle Diff(\Sigma )}. Segue allora che {\displaystyle \Psi } è definito sull'intera classe delle trimetriche:
{\displaystyle \Psi =\Psi [\{h_{ij}\}]}
Il vincolo di supermomento delimita così lo spazio di Hilbert cinematico.

## Dinamica ed equazione Wheeler-DeWitt
La dinamica è generata invece dal vincolo scalare (superhamiltoniana) che restringe lo spazio di Hilbert cinematico a quello fisico, dando luogo all'equazione di Wheeler-DeWitt:
{\displaystyle {\hat {\mathcal {H}}}\Psi =\left({\mathcal {G}}_{ijkl}{\hat {\Pi }}^{ij}{\hat {\Pi }}^{kl}-{\frac {\sqrt {h}}{2\kappa }}{\tilde {R}}\right)\Psi =\left(-\,{\mathcal {G}}_{ijkl}{\frac {\delta ^{2}}{\delta {\hat {h}}_{ij}\delta {\hat {h}}_{kl}}}-{\frac {\sqrt {h}}{2\kappa }}{\tilde {R}}\right)\Psi =0}
dove si è scelto un ordinamento in cui i momenti sono a destra della trimetrica, presente nella cosiddetta supermetrica:
{\displaystyle {\mathcal {G}}_{ijkl}={\frac {\kappa }{\sqrt {h}}}\,({\hat {h}}_{ik}{\hat {h}}_{jl}+{\hat {h}}_{il}{\hat {h}}_{jk}-{\hat {h}}_{ij}{\hat {h}}_{kl})}
Notiamo che:
1. Si tratta di un'equazione differenziale funzionale iperbolica del secondo ordine, definita sullo spazio delle configurazioni {\displaystyle \{h_{ij}\}} per ogni {\displaystyle x\in \Sigma } .
2. Non è né polinomiale né analitica nella trimetrica e presenta le consuete divergenze dovute al calcolo di operatori nello stesso punto.
3. L'equazione richiede che lo stato {\displaystyle \Psi } sia autostato della superhamiltoniana con autovalore nullo, ma la teoria non fornisce informazioni riguardo alle condizioni al bordo da imporre.

## Interpretazione del funzionale d'onda dell'Universo
L'interpretazione in senso probabilistico del funzionale d'onda dell'Universo appare alquanto problematica. Nella meccanica quantistica ordinaria è possibile associare alla funzione d'onda una densità di probabilità, relativa alla natura delle predizioni che la teoria è in grado di effettuare. In tale contesto, una delle richieste fondamentali della teoria è che si possa separare il sistema sotto esame, il cui comportamento è quantistico, dall'osservatore esterno, con caratteristiche di tipo invece classico. L'osservatore inoltre deve poter effettuare le proprie misure su un insieme di sistemi preparati nel medesimo stato iniziale o quantomeno essere in grado di ripetere le misure nel tempo su un sistema in cui è possibile ristabilire le stesse condizioni. Tali considerazioni, applicate a livello cosmologico, incontrano tuttavia delle serie difficoltà concettuali. L'Universo, infatti, costituisce tutto ciò che esiste: pertanto, come oggetto il cui stato è rappresentato dal funzionale {\displaystyle \Psi }, non ammette una suddivisione in sistema quantistico ed osservatore esterno, non essendovi nulla di esterno all'Universo stesso. Inoltre, in quanto unico, non è suscettibile di misure ripetute né nel tempo né nel numero.
Un'interpretazione di tipo probabilistico può essere recuperata a livello semiclassico nella trattazione a gradi di libertà ridotti, nelle cosiddette teorie di minisuperspace.

## La questione del tempo nel formalismo di Wheeler-DeWitt
Come è emerso nella trattazione del vincolo superhamiltoniano, l'equazione di Wheeler-DeWitt non contiene in modo esplicito una dipendenza temporale. Tale caratteristica è comune a tutte le procedure di quantizzazione di teorie di campo che godono della proprietà di invarianza per diffeomorfismi: ciò è dovuto al fatto che in relatività generale il campo metrico è una variabile dinamica esso stesso e non uno scenario di background su cui evolvono i campi descritti dalla teoria. Pertanto non è più possibile individuare in modo univoco e consistente un sistema di riferimento esterno rispetto al quale definire un concetto di evoluzione temporale. Tuttavia è possibile costruire, in determinate circostanze, variabili che svolgano un ruolo analogo a quello del tempo in meccanica classica o in meccanica quantistica ordinaria. Queste variabili possono essere elaborate sia prima della procedura di quantizzazione sia a posteriori, rimanendo pur sempre aperta la possibilità di una trattazione fisica della teoria che non faccia affatto riferimento esplicito ad una variabile temporale.

### Tempo pre-quantizzazione
Possiamo individuare due differenti metodi:
1. Metodo multi-time: si risolvono classicamente i vincoli e si costruisce una variabile di tipo temporale a partire dalle altre variabili canoniche, in modo tale da riscrivere il vincolo dinamico come {\displaystyle p_{A}+h_{A}=0} ed ottenere a livello quantistico un'equazione di evoluzione tipo Schrödinger {\displaystyle i{\tfrac {\delta \Psi }{\delta {\hat {q}}_{A}}}={\hat {h}}_{A}\Psi }
2. Metodo clock-matter: si introduce nella teoria un campo scalare a massa nulla che induca per la superhamiltoniana un autovalore minimo non nullo

### Tempo post-quantizzazione
L'idea è di utilizzare la somiglianza dell'equazione di Wheeler-DeWitt con l'equazione di Klein-Gordon, dove il termine di massa è sostituito dal termine proporzionale alla trimetrica e allo scalare di curvatura tridimensionale {\displaystyle {\sqrt {h}}{\tilde {R}}}. Tale strategia presenta tuttavia diverse difficoltà legate alla difficoltà di definire un appropriato spazio di Hilbert.
Alternativamente si può utilizzare, una volta quantizzata la teoria, la costruzione di stati semiclassici, secondo i quali il tempo (e più in generale lo spaziotempo stesso) risulterebbe essere una proprietà emergente. Tale approssimazione diviene però necessariamente inconsistente una volta raggiunto il regime planckiano, dove gli effetti quantistici diventano dominanti.